# زمین‌لرزه ۱۹۳۷ مکزیک
زمین‌لرزه مکزیک  در تاریخ ۲۳ دسامبر ۱۹۳۷ میلادی، برابر با ‎۲ دی ۱۳۱۶، ساعت ۱۳:۱۸:۰۶ به زمان یوتی‌سی در مکزیک رخ داد. ژرفای این زلزله ۳۵ کیلومتر بود. بزرگی آن ۷٫۴ در مقیاس Mw اعلام شده‌است. زمین‌لرزه به وقت محلی در روز پنج‌شنبه، ساعت ۷ روی داده و منطقه زمانی آن یوتی‌سی -۶ بوده‌است (با لحاظ تغییر ساعت تابستانی).
سازمان زمین‌شناسی آمریکا نیز جای این زمین‌لرزه را در مختصات ۱۶°۴۲′شمالی ۹۸°۳۰′غربی / ۱۶٫۷°شمالی ۹۸٫۵°غربی و بزرگی آنرا برابر با ۷٫۵ در مقیاس ریشتر اعلام کرده‌است. ژرفای گزارش شده از سوی این سازمان ۶۰ کیلومتر می‌باشد.
شمار کشتگان زلزله حدود ۴ نفر بوده‌است.